# Ocean Diamond Mining
Ocean Diamond Mining (ODM) — фірма що базується в Кейптауні, довгий час була другим після De Beers оператором, що добуває алмази з океанічних розсипів в промислових масштабах. 
До 1994 р. вона працювала тільки на мілководді біля берегів ПАР і Намібії. Має кораблі «Oceanida», «Namibian Jem», «Ivan Prinsep». Кораблі мають 300 робочих днів на рік. 
У 1994 р. продукція компанії становила 40 тис. кар. алмазів, у 1995 р — понад 53 тис. кар. У 1996-97 рр. ODM працювала в районі острова біля порту Людеріц (Luderitz), де добула 57 тис. кар. алмазів (8% видобутку Намібії). У 1998  році ODM добула 56964 кар. алмазів. У 1999 р видобуток компанії ODM становив 63 тис. кар., а річний оборот збільшився на 17%. 
У 1999 р. контроль над ODM захопила Namco. Передбачалося, що після злиття з ODM річна продуктивність Namco до кінця 2000 р. досягне 500 тис. кар. Видобуток поглиненої Namco компанії ODM подвоївся в порівнянні з 1999 р. внаслідок впровадження ряду удосконалень.